# Yoo Won-chul
Yoo Won-chul född den 20 juli 1984 i Masan, Sydkorea, är en sydkoreansk gymnast.
Han tog OS-silver i barr i samband med de olympiska gymnastiktävlingarna 2008 i Peking.